# 阿斯克于
阿斯克于（挪威語：Askøy）是挪威的一個市镇，位於韦斯特兰郡，行政中心为克萊帕斯特村。市镇面积为101平方公里，人口数量为29,553人（2020年），人口密度为每平方公里313人。